# Halo 2
Halo 2 is een computerspel voor de Xbox en Microsoft Windows. Halo 2 is het vervolg op Halo: Combat Evolved en net als zijn voorloper gemaakt door Bungie. Het spel kwam in november 2004 uit voor de Xbox. Er werden in de eerste 24 uur zo'n 2,4 miljoen exemplaren verkocht. Met een totale waarde van 125 miljoen dollar was dit de succesvolste release in de geschiedenis. In totaal zijn er tot september 2007 al 6,5 miljoen exemplaren verkocht. Het spel kwam op 8 juni 2007 uit voor de pc, exclusief voor Windows Vista. Het bedrijf Falling Leaf Systems beweerde echter dat het spel, in tegenstelling tot wat Microsoft beweert, prima speelbaar is op Windows XP. Het bedrijf ontwikkelde om dit te bewijzen de Alky Compatibility Libraries. Hiermee is Halo 2, net zoals het spel Shadowrun, te spelen op Windows XP. Falling Leaf stelt de library gratis beschikbaar aan alle mensen die de spellen via Falling Leaf kopen.

## Gameplay
De speler bestuurt de Master Chief, een mens die op een van de vele aardse kolonies is geboren, maar afkomstig van Epsilon Eridanus (een aardse kolonie). Master Chief wordt in Halo 2 geholpen door Cortana, een AI die de Master Chief informatie verstrekt en zijn doelen doorgeeft.
In Halo 2 is er veel veranderd ten opzichte van de eerste versie, bijvoorbeeld:
- De speler kan nu twee wapens tegelijk vasthouden.
- De speler heeft de optie om van wapens te wisselen met teammaten zoals de marines.
- De marines kunnen nu ook voertuigen besturen.
- In singleplayer (campaign) kan de speler de Master Chief (Spartan 117) spelen of een Elite (The Arbiter) zijn (afhankelijk van de missie).
- De speler kan nu ook voertuigen kapen.
- De speler kan nu kiezen voor een lock-on-optie met de rocket launcher, waarmee hij voertuigen gemakkelijk kan neerschieten.
- De speler heeft nu de optie om het zogenaamde energy sword op te pakken en te gebruiken.
- De Master Chief kan niet langer doodgaan door een val van een hoge plek, tenzij deze hierdoor door een onzichtbare muur gaat of in het oneindige valt.
- Een campaign-speelstand waarin één of twee mensen met elkaar tegen de computer vechten (co-op).

In de campaign speelt men vooral als de Master Chief, de hoofdpersoon van het verhaal, al moet de speler in verscheidene missies ook een elite (arbiter) zijn.

## Singleplayer

### Missies
1. The Heretic
2. Armory
3. Caïro Station
4. Outskirts
5. Metropolis
6. The Arbiter
7. Oracle
8. Delta Halo
9. Regret
10. Sacred Icon
11. Quarantine Zone
12. Gravemind
13. Uprising
14. High Charity
15. The Great Journey

## Multiplayer
De multiplayer is weer aanwezig in Halo 2, flink verbeterd en met verbeterde maps. Er zijn verschillende manieren om multiplayer te spelen:
- Split screen: met maximaal vier personen op één Xbox
- System-link: maximaal 16 (minimaal twee) Xbox'en met elkaar verbinden en zo met maximaal 16 (minimaal twee) spelers een spel kunnen spelen
- Xbox Live: door de Xbox aan te sluiten op het internet, kan de speler via Xbox Live tegen spelers van over de hele wereld spelen die ook Xbox Live hebben

Sinds 15 april 2010 biedt Microsoft geen ondersteuning meer voor de multiplayer en sluit het zijn servers definitief. Op 28 april 2010 waren er nog 14 spelers op de server omdat ze al die tijd hun Xbox hadden aangelaten.

### Maps
Originele maps
- Lockout
- Beaver Creek
- Zanzibar
- Coagulation
- Ivory Tower
- Waterworks
- Headlong
- Colossus
- Midship
- Ascension
- Foundation

Maptacular Map Pack
- Gemini
- Relic
- Elongation
- Terminal
- Backwash

Killtacular Map Pack
- Sanctuary
- Turf

Bonus Map Pack
- Containment
- Warlock

Blasttacular map pack
- Desolation
- Tombstone

## Wapens

### UNSC
| Naam        | Soort                | Aantal     | Hanteren |
| ----------- | -------------------- | ---------- | -------- |
| M6C         | Standaard pistool    | 12 kogels  | Dubbel   |
| BR55        | Aanvalsgeweer        | 36 kogels  | -        |
| M7/Caseless | Machinegeweer        | 60 kogels  | Dubbel   |
| S2 AM       | Sluipschuttersgeweer | 4 kogels   | -        |
| M19 SSM     | Raketlanceerder      | 2 raketten | -        |
| M90         | Jachtgeweer          | 10 kogels  | -        |
| M9 HE-DP    | Fragmentatiegranaat  | -          |          |

## Voertuigen

### UNSC
| Naam               | Soort                      |
| ------------------ | -------------------------- |
| M12 Warthog LRV    | Jeep met machinegeweer     |
| M12G1 Warthog LAAV | Jeep met granaatlanceerder |
| M808B Scorpion MBT | Tank                       |
| Pelican            | Dropship                   |

### Covenant
| Naam    | Soort                     |
| ------- | ------------------------- |
| Ghost   | Licht verkenningsvoertuig |
| Spectre | Jeep                      |
| Wraith  | Tank                      |
| Scarab  | Grote lopende tank        |
| Phantom | Dropship                  |
| Shadow  | -                         |
| Banshee | Vliegtuig                 |

## Trivia
- Het spel is opgenomen in het boek 1001 Video Games You Must Play Before You Die van Tony Mott.

### Beoordelingen
- (en) Beoordeling van Halo 2 door Gamespot
- (nl) Beoordeling van Halo 2 door Gamez.nl[dode link]

### Halo-websites
- (en) De website van de maker van Halo
- (en) De officiële website van Halo 2
- (en)  Halo 2 op MobyGames